# Некрасово (Шелопугінський район)
Некра́сово (рос. Некрасово) — село у складі Шелопугінського району Забайкальського краю, Росія. Входить до складу Мироновського сільського поселення.

## Населення
Населення — 55 осіб (2010; 59 у 2002).
Національний склад (станом на 2002 рік):
- росіяни — 100 %